# 拉韋納鎮區 (明尼蘇達州達科他縣)
拉韋納鎮區（英語：Ravenna Township）是位於美國明尼蘇達州達科他縣的一個行政鎮區。

## 地方資料
拉韋納鎮區的面積為56.91平方千米，當中陸地面積為51.54平方千米，而水域面積為5.37平方千米。根據2020年美國人口普查的數據，當地共有人口2354人，而人口密度為每平方千米41.36人。